# Bo Bendsneyder

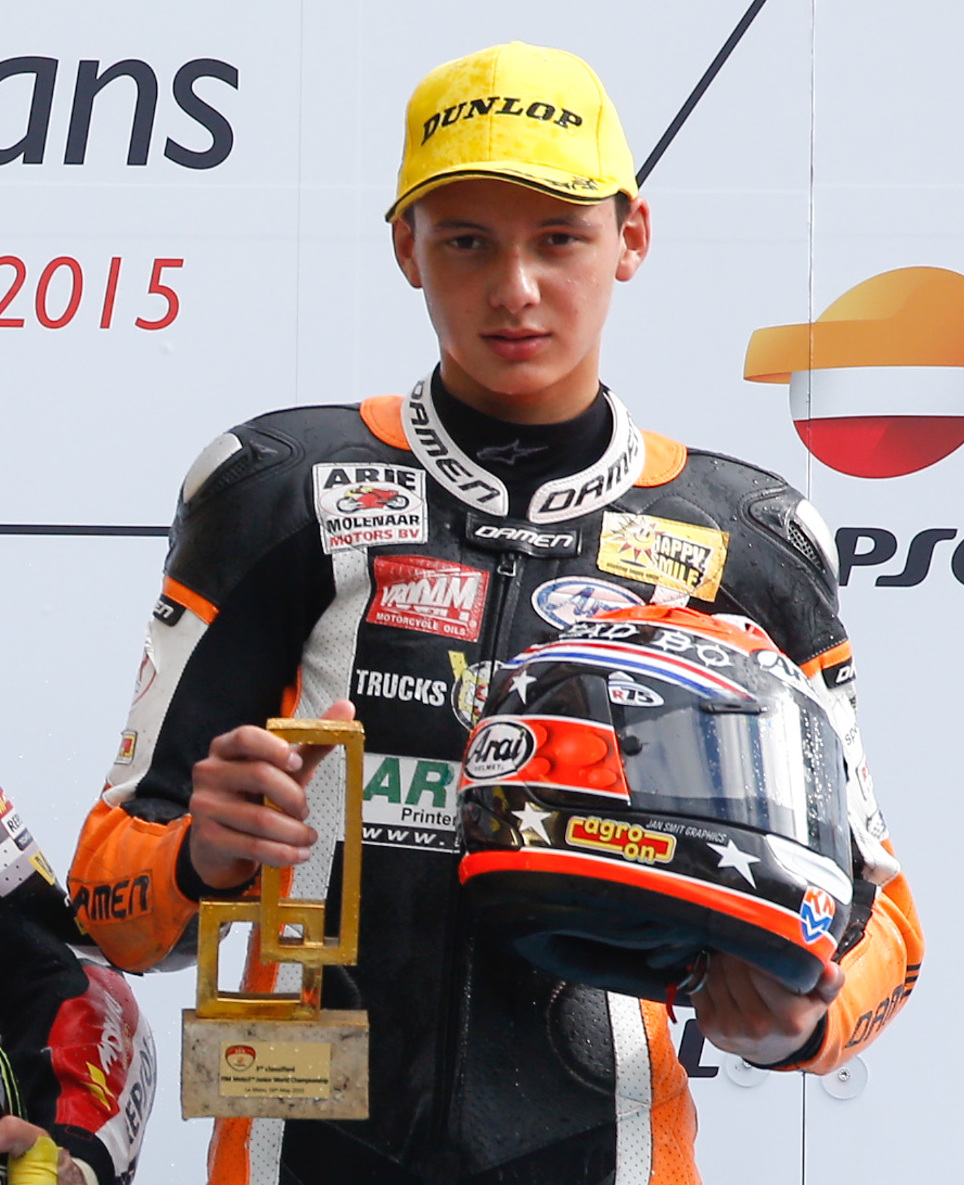
Bo Bendsneyder in 2015

Bo Bendsneyder (Rotterdam, 4 maart 1999) is een Nederlands motorcoureur.

## Carrière
Bendsneyder begon zijn motorsportcarrière op zesjarige leeftijd en nam deel aan verschillende nationale kampioenschappen in Nederland en Duitsland. Ook reed hij in Minimoto-kampioenschappen. In 2012 en 2013 won hij de Nederlandse Moriwaki Junior Cup. In 2014 maakte hij zijn debuut in de Red Bull MotoGP Rookies Cup. Met één overwinning tijdens zijn thuisrace op het TT Circuit Assen werd hij negende in de eindstand. In 2015 reed hij een tweede seizoen in deze klasse en werd overtuigend kampioen met acht overwinningen.
In 2016 maakt Bendsneyder zijn debuut in de Moto3-klasse van het wereldkampioenschap wegrace op een KTM voor het team Red Bull KTM Ajo naast Brad Binder. Met een derde plaats tijdens de Grand Prix-wegrace van Groot-Brittannië behaalde hij zijn eerste podiumplaats. Ook in Maleisië behaalde hij een derde plaats. Met 76 punten sloot hij zijn debuutseizoen af op de veertiende plaats in het kampioenschap.
In het seizoen 2017 bleef Bendsneyder rijden voor Ajo, maar kreeg wel een nieuwe teamgenoot in Niccolò Antonelli. Hij kende een moeilijke seizoensstart, waarin hij in de eerste twee wedstrijden buiten de punten eindigde en in de derde race niet van start ging. In het restant van het seizoen scoorde hij wel punten in de meeste wedstrijden, met een vierde plaats tijdens de Grand Prix van Tsjechië als beste resultaat. Tijdens de TT van Assen kwam hij echter in de laatste meters van de race ten val in de strijd om de derde plaats. Met 65 punten werd hij uiteindelijk vijftiende in de eindstand.
Op 27 augustus 2017 werd bekend dat Bendsneyder in 2018 overstapt naar de Moto2-klasse, waarin hij naast Remy Gardner voor het fabrieksteam van Tech 3 uitkomt.
Bendsneyder zou overstappen naar WK Supersport, omdat hij geen plekje meer had in de Moto2-klasse. Toch in januari 2021 werd hem een plekje aangeboden voor het seizoen 2021 bij het Pertamina Mandalika SAG Team in de Moto2.

## Statistieken

### Grand Prix

#### Per seizoen
| Seizoen | Klasse | Motor  | Team                                                  | Races | Winst | Podiums | Poles | SR | Ptn | Pos |
| ------- | ------ | ------ | ----------------------------------------------------- | ----- | ----- | ------- | ----- | -- | --- | --- |
| 2016    | Moto3  | KTM    | Red Bull KTM Ajo                                      | 18    | 0     | 2       | 0     | 0  | 78  | 14e |
| 2017    | Moto3  | KTM    | Red Bull KTM Ajo                                      | 17    | 0     | 0       | 0     | 0  | 65  | 15e |
| 2018    | Moto2  | Tech 3 | Tech 3 Racing                                         | 15    | 0     | 0       | 0     | 0  | 2   | 29e |
| 2019    | Moto2  | NTS    | NTS RW Racing GP                                      | 19    | 0     | 0       | 0     | 0  | 7   | 26e |
| 2020    | Moto2  | NTS    | NTS RW Racing GP                                      | 15    | 0     | 0       | 0     | 0  | 18  | 23e |
| 2021    | Moto2  | Kalex  | Pertamina Mandalika SAG Team                          | 18    | 0     | 0       | 0     | 0  | 46  | 16e |
| 2022    | Moto2  | Kalex  | Pertamina Mandalika SAG Team                          | 20    | 0     | 0       | 0     | 0  | 87  | 13e |
| 2023    | Moto2  | Kalex  | Pertamina Mandalika SAG Team                          | 19    | 0     | 1       | 0     | 0  | 30  | 21e |
| 2024    | Moto2  | Kalex  | Pertamina Mandalika Gas Up Team Preicanos Racing Team | 10    | 0     | 0       | 0     | 0  | 7   | 27e |
| Totaal  | Totaal | Totaal | Totaal                                                | 151   | 0     | 3       | 0     | 0  | 340 |     |

#### Per klasse
| Klasse | Seizoenen | 1e GP      | 1e podium             | 1e winst  | Races | Winst | Podiums | Poles | SR | Ptn | Kampioen |
| ------ | --------- | ---------- | --------------------- | --------- | ----- | ----- | ------- | ----- | -- | --- | -------- |
| Moto3  | 2016-2017 | Qatar 2016 | Groot-Brittannië 2016 |           | 35    | 0     | 2       | 0     | 0  | 143 | 0        |
| Moto2  | 2018-2024 | Qatar 2018 | Amerika's 2023        |           | 116   | 0     | 1       | 0     | 0  | 197 | 0        |
| Totaal | 2016-2024 | 2016-2024  | 2016-2024             | 2016-2024 | 151   | 0     | 3       | 0     | 0  | 340 | 0        |

#### Races per jaar
(vetgedrukt betekent pole positie; cursief betekent snelste ronde)
| Jaar | Klasse | Motor  | 1       | 2       | 3       | 4       | 5       | 6       | 7       | 8       | 9       | 10      | 11      | 12      | 13      | 14     | 15     | 16      | 17     | 18      | 19     | 20     | Pos | Ptn |
| ---- | ------ | ------ | ------- | ------- | ------- | ------- | ------- | ------- | ------- | ------- | ------- | ------- | ------- | ------- | ------- | ------ | ------ | ------- | ------ | ------- | ------ | ------ | --- | --- |
| 2016 | Moto3  | KTM    | QAT 14  | ARG 22  | AME 22  | SPA 21  | FRA 16  | ITA 18  | CAT 11  | NED 9   | DUI 12  | OOS 7   | TSJ 7   | GBR 3   | SMR DNF | ARA 15 | JPN 18 | AUS 10  | MAL 3  | VAL 13  |        |        | 14  | 78  |
| 2017 | Moto3  | KTM    | QAT 26  | ARG 23  | AME DNS | SPA 11  | FRA 9   | ITA 12  | CAT 15  | NED DNF | DUI 8   | TSJ 4   | OOS DNF | GBR DNF | SMR 6   | ARA 17 | JPN 9  | AUS 16  | MAL 10 | VAL 12  |        |        | 15  | 65  |
| 2018 | Moto2  | Tech 3 | QAT 18  | ARG 28  | AME 20  | SPA 16  | FRA 16  | ITA DNF | CAT DNF | NED 17  | DUI 20  | TSJ DNF | OOS 22  | GBR C   | SMR 20  | ARA 25 | THA 14 | JPN DNF | AUS    | MAL     | VAL    |        | 29  | 2   |
| 2019 | Moto2  | NTS    | QAT 16  | ARG 14  | AME 13  | SPA 16  | FRA DNF | ITA 19  | CAT 18  | NED DNF | DUI 16  | TSJ 17  | OOS 15  | GBR 21  | SMR 17  | ARA 18 | THA 20 | JPN 16  | AUS 15 | MAL DNF | VAL 24 |        | 26  | 7   |
| 2020 | Moto2  | NTS    | QAT 11  | SPA DNF | AND 19  | TSJ 18  | OOS 22  | STI 24  | SMR 19  | EMI 22  | CAT 17  | FRA 20  | ARA 21  | TER 16  | EUR 14  | VAL 8  | POR 13 |         |        |         |        |        | 23  | 18  |
| 2021 | Moto2  | Kalex  | QAT 9   | DOH 12  | POR DNF | SPA 14  | FRA 5   | ITA 15  | CAT 6   | DUI 13  | NED 15  | STI 23  | OOS 17  | GBR 15  | ARA DNF | SMR 25 | AME 15 | EMI 12  | ALG 15 | VAL 25  |        |        | 16  | 46  |
| 2022 | Moto2  | Kalex  | QAT 19  | INA 15  | ARG 9   | AME 7   | POR 8   | SPA 7   | FRA 14  | ITA 11  | CAT 13  | DUI 16  | NED 5   | GBR 10  | OOS 15  | SMR 12 | ARA 15 | JPN 9   | THA 18 | AUS 10  | MAL 14 | VAL 11 | 13  | 87  |
| 2023 | Moto2  | Kalex  | POR DNF | ARG 22  | AME 3   | SPA 17  | FRA 18  | ITA 14  | DUI DNF | NED WD  | GBR 17  | OOS 15  | CAT DNF | SMR 13  | IND 18  | JPN 17 | INA 12 | AUS 8   | THA 16 | MAL 17  | QAT 22 | VAL 24 | 21  | 30  |
| 2024 | Moto2  | Kalex  | QAT 14  | POR 16  | AME 18  | SPA DNF | FRA     | CAT     | ITA     | NED 14  | DUI DNF | GBR 13  | OOS 22  | ARA DNF | SMR 20  | EMI    | INA    | JPN     | AUS    | THA     | MAL    | SOL    | 27  | 7   |